# Carne de porco à alentejana
Porc à la mode de l'Alentejo
La carne de porco à alentejana (« porc à la mode de l'Alentejo », littéralement « viande de porc à l'alentejaine ») est une spécialité culinaire traditionnelle de la cuisine portugaise, plus particulièrement des régions de l'Algarve et de l'Alentejo (sud du pays). Elle est à base d'émincé de porc, de palourdes et de pommes de terre, cuisinés au vin blanc et au paprika,,. 

## Histoire
Cette spécialité culinaire traditionnelle est réalisée à base de produits régionaux du sud du Portugal,. 

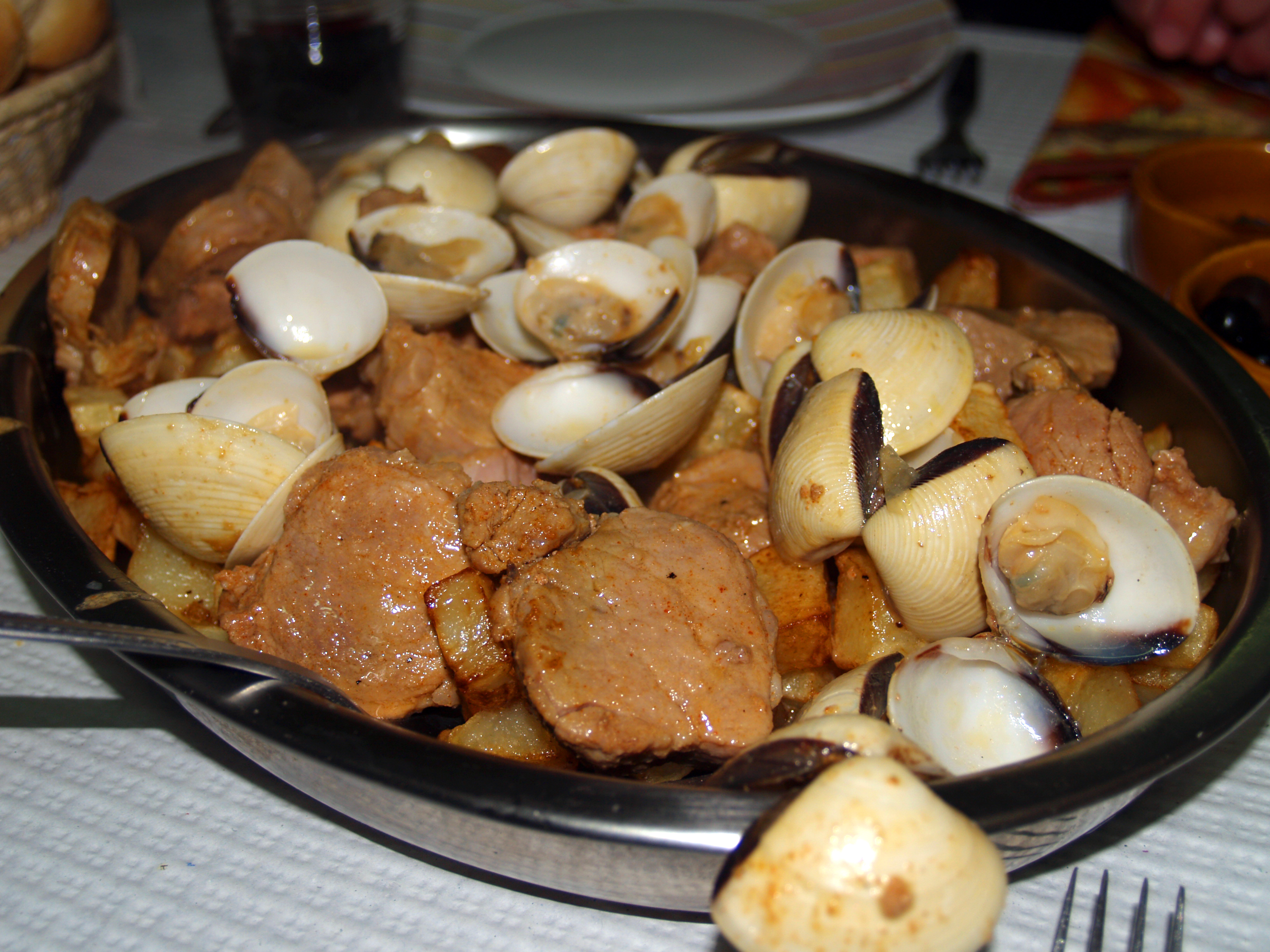
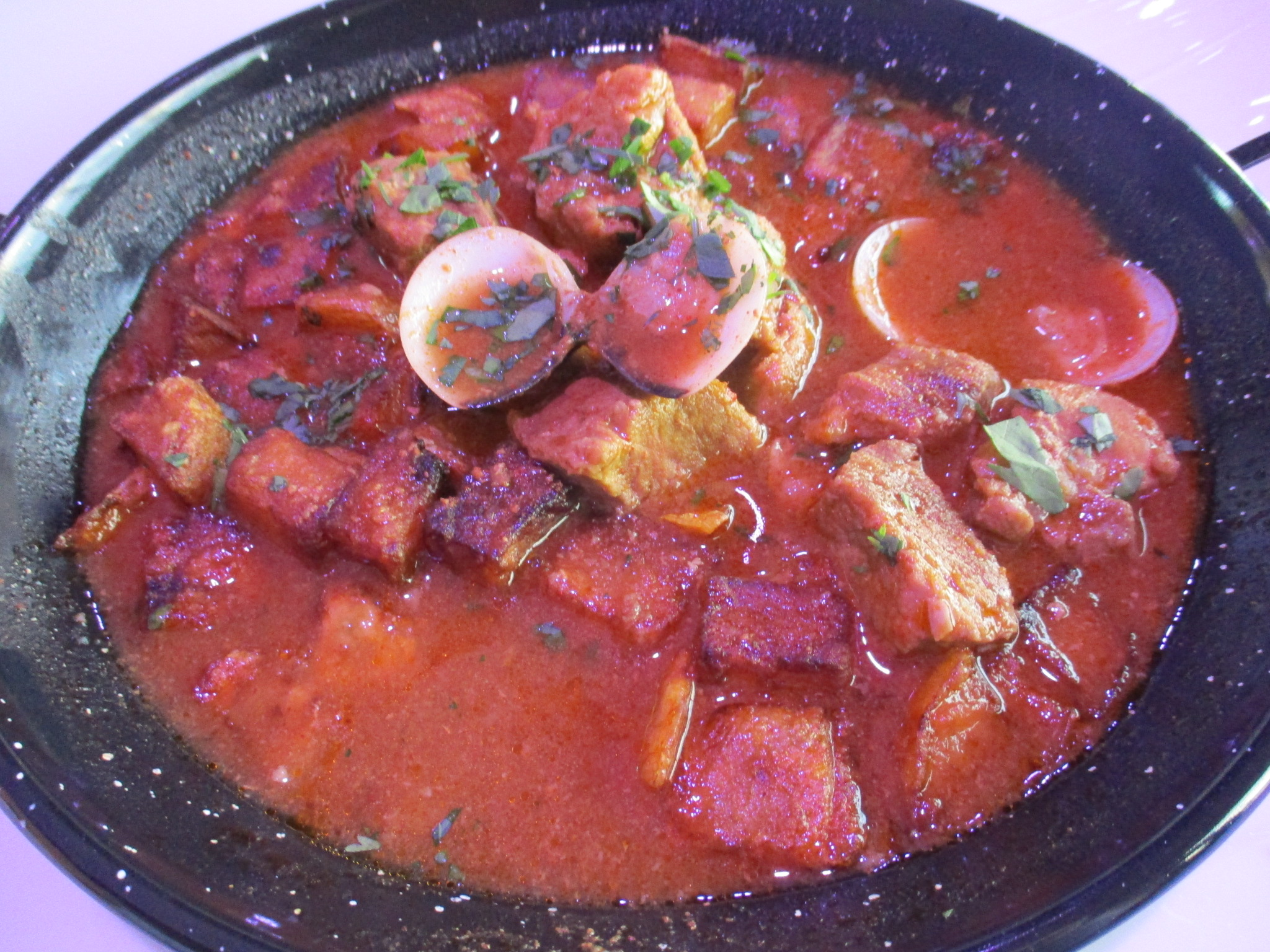

La viande est marinée quelques heures dans une marinade de vin blanc, de bouquet garni, paprika, sel poivre, et parfois de cumin. Elle est ensuite revenue à l'huile d'olive à la poêle, dans une cocotte ou dans une cataplana, avant d'y ajouter les coquillages. Le plat est traditionnellement servi avec des pommes de terre au four,,,.